# Міністр праці США
Міністр праці США (англ. United States Secretary of Labor) — глава Міністерства праці США. Нинішній міністр — Лорі Чавес-Деремер.

## Міністри праці
| #    | зображення        | ім'я і прізвище    | рідний штат | термін на посаді | термін на посаді  | адміністрація президента США, у якій був на посаді |
| #    | зображення        | ім'я і прізвище    | рідний штат | початок          | кінець            | адміністрація президента США, у якій був на посаді |
| ---- | ----------------- | ------------------ | ----------- | ---------------- | ----------------- | -------------------------------------------------- |
| 19   | Елізабет Доул     | Енн Маклафлін      | Вашингтон   | 17 грудня 1987   | 20 січня 1989     | Рональд Рейган                                     |
| 20   | Елізабет Доул     | Елізабет Доул      | Канзас      | 25 січня 1989    | 23 листопада 1990 | Джордж Герберт Вокер Буш                           |
| 21   | Лінн Мартін Морлі | Лінн Мартін Морлі  | Іллінойс    | 22 лютого 1991   | 14 лютого 1993    | Джордж Герберт Вокер Буш                           |
| 22   | Роберт Райх       | Роберт Райх        | Массачусетс | 22 січня 1993    | 20 січня 1997     | Білл Клінтон                                       |
| 23   | Алексіс Герман    | Алексіс Герман     | Алабама     | 1 травня 1997    | 20 січня 2001     | Білл Клінтон                                       |
| 24   | Елейн Чао         | Елейн Чао          | Кентуккі    | 29 січня 2001    | 20 січня 2009     | Джордж Вокер Буш                                   |
| 25   | Гільда Соліс      | Гільда Соліс       | Каліфорнія  | 24 лютого 2009   | 22 січня 2013     | Барак Обама                                        |
| 26   | Томас Перес       | Томас Перес        | Меріленд    | 23 липня 2013    | 20 січня 2017     | Барак Обама                                        |
| 27   |                   | Александер Акоста  | Флорида     | 28 квітня 2017   | 19 липня 2019     | Дональд Трамп                                      |
| 28   |                   | Юджин Скалія       | Вірджинія   | 30 вересня 2019  | 20 січня 2021     | Дональд Трамп                                      |
| 29   |                   | Марті Волш         | Массачусетс | 23 березня 2021  | 11 березня 2023   | Джо Байден                                         |
| в.о. |                   | Джулі Су           | Массачусетс | 23 березня 2021  | 20 січня 2025     | Джо Байден                                         |
| 30   |                   | Лорі Чавес-Деремер | Орегон      | 11 березня 2025  |                   | Дональд Трамп                                      |